# Otus nudipes
Otus nudipes é uma espécie de ave estrigiforme pertencente à família Strigidae.